# Fundación Adentro
La Fundación Adentro es una organización fundada por el cantautor guatemalteco Ricardo Arjona para ayudar a proporcionar la música y la educación y canto a los niños pobres de Guatemala. Arjona comentó que el objetivo principal de la organización "no es llegar a ser una fundación importante a nivel internacional, sino ayudar a los niños a alcanzar sus sueños". La organización comenzó en 2005, antes del lanzamiento de décimo álbum de estudio de Arjona, Adentro, del cual la fundación recibe su nombre. La fundación fue establecida oficialmente en julio de 2008, y su sede se encuentra en la Ciudad de Guatemala.